# Aarabia
Aarabia Mey.-Berth. & Gerrienne (2001) es un género de plantas extintas descrito a partir del descubrimiento en 1999 de aproximadamente 30 restos fósiles de su única especie (Aarabia brevicaulis) en un yacimiento paleontológico de Jbel ben Aarab de donde toma su nombre, cerca de Azrú en Marruecos. Por la cronología de los sedimentos en los que se localizaron sus restos fósiles el género fue datado en el periodo Emsiense del Devónico inferior.
A pesar del fraccionamiento que presentan los restos fósiles de Aarabia, cuyos extremos distales y basales no se han conservado, ha sido posible definir la estructura morfológica con suficiente detalle. Esta planta presentaba un tallo erecto presumiblemente fotosintético con ramificación pseudomonopodial plarar y alterna cuyos restos mejor conservados presentan unos 9 cm de longitud y entre 1.5 y 4.8 mm de grosor. Se diferencian claramente dos tipos de ramificaciones, unas largas y otras cortas con distinta morfología. Las ramificaciones largas aparecen en el eje principal cada 7 a 25 mm insertadas en un ángulo variable de 38 a 55°. Están caracterizadas por la presencia de internudos de longitud creciente desde 2.5 mm en su base hasta 17 mm en las proximidades del ápice y crecimiento pseudomonopodial con ángulo de inserción de entre 90 y 100° hasta al menos cuarto orden. Las ramificaciones cortas están presentes tanto en el eje principal como en las ramificaciones largas y están formadas por un corto eje de 2 mm dividido dicótomamente y con sus extremos curvados adaxial y abaxialmente. La presencia de estos ejes cortos es la característica que da nombre a la especie A. brevicaulis (eje corto).
En el extremo de las ramificaciones largas parecen encontrarse los ejes fértiles que presentan división pseudomonopodial anisótoma y con longitud reducida entre las divisiones respecto a las secciones precedentes. En el extremo de los ejes fértiles se sitúan al menos tres esporangios oblongos a elongados y sésiles o péndulos de entre 1.8 y 4 mm de longitud y entre 1 y 1.4 mm de grosor cuyo mecanismo de dehiscencia es desconocido. Se han identificado esporas de  entre 175 y 325 μm de diámetro asociadas a estos restos fósiles que inducen a pensar que se trataba de una especie heterospórea.
Atendiendo a sus características morfológicas Aarabia y utilizando el método cladístico desarrollado por Peter Crane se ha situado dentro del clado Polysporangiophyta como grupo hermano de Euphyllophyta caracterizado por el crecimiento pseudomonopodial y la presencia de tallos fértiles especializados. Se supone estrechamente emparentado con el género Eophyllophyton que presentaba pequeñas estructuras similares a hojas.